# پیوتر کراسنوف
پیوتر کراسنوف (روسی: Пётр Николаевич Краснов؛ ۲۲ سپتامبر ۱۸۶۹ – ۱۶ ژانویهٔ ۱۹۴۷)، گاهی اوقات در انگلیسی از او به عنوان پیتر کراسنوف نام برده می‌شود، یک افسر و مورخ کازاک‌های دن بود، در زمان وقوع انقلاب روسیه در سال ۱۹۱۷، به درجه سپهبد ارتش روسیه ارتقاء یافت، یکی از رهبران جنبش سفید ضدانقلاب و در پی آن، یک همدست نازی گردید که نیروهای قزاق را برای جنگ در برابر اتحاد جماهیر شوروی در طی جنگ جهانی دوم بسیج کرد. کراسنوف هم چنین در دوران وحشت سفید یک چهره برجسته بود. او سرپرستی اعدام و تبعید ده‌ها هزار نفر از قزاق‌های «قرمز» را برعهده داشت.